# Cultura Franței
Cultura franceză este bogată, diversificată și veche, și reflectă culturile sale regionale și influența numeroaselor valuri de imigrație de-a lungul timpului. Parisul, capitala sa, este numit și Orașul Luminilor (franceză la Ville lumière), a fost de-a lungul timpului un important centru cultural găzduind artiști de toate originile, fiind actualmente orașul care adună cel mai mare număr de situri cu un caracter cultural din lume (muzee, palate, clădiri și altele). În plus, aceste situri sunt consacrate unei mari varietăți de teme.
Locul de naștere al cartezianismului și al Secolului Luminilor, cultura franceză a lăsat moștenire lumii limba diplomaților, o anumită concepție universală asupra omului (uneori considerată franco-centristă), numeroase realizări tehnice și medicale și o artă de a trăii ancestrală. Locul de naștere al cinematografiei și un susținător fervent al excepției culturale, Franța a dezvoltat o industrie cinematografică de calitate, una dintre puținele industrii cinematografice europene ce pot rezista mașinii hollywoodiene.
Cultura franceză este unul dintre principalele liante ale Organizației Internaționale a Francofoniei care reunește diversele țări care au afinități culturale și care au fost puternic influențate, de-a lungul timpului, de cultura franceză.
Cultura franceză este prezentă în toate compartimentele artei.